# Ферре, Росарио
Росарио Ферре́ (исп. Rosario Ferré; 28 сентября 1938, Понсе, Пуэрто-Рико — 18/19 февраля 2016) — пуэрто-риканская писательница, поэтесса и журналистка. Писала на испанском и английском языках.

## Биография
Дочь пуэрто-риканского политика, в 1969—1973 годах — губернатора Пуэрто-Рико; после смерти матери (1970) до 1972 года исполняла обязанности первой леди. Училась в США. Начала публиковаться в Пуэрто-Рико в 1970 году. Преподавала в Университете Пуэрто-Рико и университетах США, занимается журналистикой. Специалист по латиноамериканской литературе, автор монографий о творчестве Ф.Эрнандеса (1986) и Х.Кортасара (1990), не раз писала о Хулии де Бургос.

## Произведения

### Романы
- La muñeca menor (1976)
- El cuento envenenado (1976)
- Papeles de Pandora (1976)
- La caja de cristal (1978)
- La muñeca menor (1979)
- Sweet Diamond Dust and Other Stories (1985, исп. перевод — Maldito Amor, 1987)
- The Youngest Doll (1991, англ. перевод La muñeca menor)
- La Batalla de Las Vírgenes (1993)
- Дом на берегу лагуны/ The House on the Lagoon (1995, исп. перевод — La Casa de la laguna, 1996)
- Vecindarios exentricos (1998, англ. перевод — Eccentric Neighborhoods, 1998)
- La extraña muerte del Capitancito Candelario (1999)
- El Vuelo del Cisne (2001, англ. перевод — Flight of the Swan, 2001)

### Эссе
- Sitio a Eros: Trece ensayos literarios (1980)
- Sitio a Eros: Quince ensayos literarios, 1986
- El Acomodador: una lectura fantastica de Felisberto Hernandez (1986)
- El Arbol y sus Sombras (1989)
- Cortazar: El Romántico en su Observatorio (1990)
- El Coloquio de las Perras (1990)
- A la sombra de tu nombre (2001)
- Las Puertas del Placer (2005)

### Стихотворения
- Fabulas de la Garza Desangrada (1982)
- Las dos Venecias. Poemas y cuentos (1992)
- Language Duel/Duelo del Lenguaje (2003)
- Fisuras (2006)

## Признание
Роман «Дом на берегу лагуны» переведён на несколько языков, включая китайский. Росарио Ферре вручена Премия Франкфуртской книжной ярмарки (1992) и другие литературные награды. Она — почетный доктор Брауновского университета.